# مايكل كيتون
مايكل جون دوغلاس (بالإنجليزية: Michael Keaton)‏ (من مواليد 5 سبتمبر 1951)، المعروف باسم مايكل كيتون، هو ممثل ومنتج ومخرج أمريكي. اشتهر لأول مرة بسبب دورَيه في المسرحيتين الهزليتين أولز فير وماري تايلور مور أور على قناة سي بي إس، وأدواره السينمائية الكوميدية في نايت شفت (1982)، ومستر مام (1983)، وجوني دينجرسلي (1984)، وبيتلجوس (1988). حصل على مزيدٍ من الإطراء لتصويره الدرامي للشخصية الأساسية في فيلم باتمان (1989) للمخرج تيم برتون وباتمان ريترنس (عودة باتمان) (1992).
منذ ذلك الحين، ظهر في مجموعة متنوعة من الأفلام تتراوح من الدراما والكوميديا الرومانسية إلى أفلام الإثارة والحركة، مثل كلين آند سوبر (1988)، وذا دريم تيم (1989)، وباسفيك هايتس (1990)، وماتش أدو أباوت نوثينغ (1993)، وماي لايف (1993)، وذا بيبر (1994)، وملتبليستي (1996)، وجاكي براون (1997)، وهيربي: فولي لوديد (2005)، وذا أذر غايز ( الشخصان الآخران) (2010)، وروبوكوب(2014)، ونيد فور سبيد (2014)، وسبوت لايت (2015)، وذا فاوندر (المؤسس) (2016)، وسبايدر مان: هومكمينغ (سبايدر مان: العودة إلى الوطن) (2017)، قدم أيضًا أصواتًا لشخصيات في أفلام الرسوم المتحركة مثل كارز (سيارات) (2006)، وتوي ستوري 3 (حكاية لعبة 3) (2010)، ومينينس (التوابع) (2015).
نال كيتون جائزة الغولدن غلوب لأفضل ممثل في فيلم موسيقي أو كوميدي عن دوره الرئيسي في بيردمان أو ذا آنيكسبكتيد فيرتشو إغنورانس (الرجل الطائر أو الفضيلة غير المتوقعة للجهل) (2014)، وجائزة اختيار النقاد لأفضل ممثل وأفضل ممثل في الكوميديا، وترشيحات لجائزة نقابة ممثلي الشاشة، وجائزة الأكاديمية البريطانية للأفلام، وجائزة الأوسكار لأفضل ممثل. سبق له أن حصل على جائزة الغولدن غلوب عن أدائه في لايف فرم بغداد (مباشر من بغداد) (2002)، وترشح لجائزة نقابة ممثلي الشاشة عن ذا كومبني (2007). حصل كيتون على جائزة الإنجاز المهني من مهرجان هوليوود السينمائي.
نال وسام الفنون والآداب الفرنسي برتبة ضابط في 18 يناير 2016. وهو أيضًا باحث زائر في جامعة كارنيغي ميلون.

## النشأة
وُلد مايكل جون دوغلاس، الأصغر من بين سبعة أطفال، في مستشفى أوهايو فالي في بلدة كينيدي بولاية بنسلفانيا، في 5 سبتمبر 1951. نشأ بين كوراوبوليس وفورست غروف بولاية بنسلفانيا. عمل والده جورج إيه. دوغلاس، كمهندس مدني ومساح، وأمه ليونا إليزابيث (كنيتها قبل الزواج لوفتوس)، ربة منزل من ماككيس روكس في بنسلفانيا. نشأ كيتون في أسرة كاثوليكية، وهو نصف إيرلندي من أصل أمه. والده من أصل إنجليزي وألماني واسكتلندي وايرلندي-اسكتلندي، وفي الأصل من عائلة بروتستانتية. التحق كيتون بمدرسة مونتور الثانوية في بلدة روبنسون بولاية بنسلفانيا، ودرس الخطاب لمدة عامين في جامعة ولاية كينت، حيث ظهر في المسرحيات، وعاد إلى بنسلفانيا لمواصلة حياته المهنية.

## الحياة المهنية

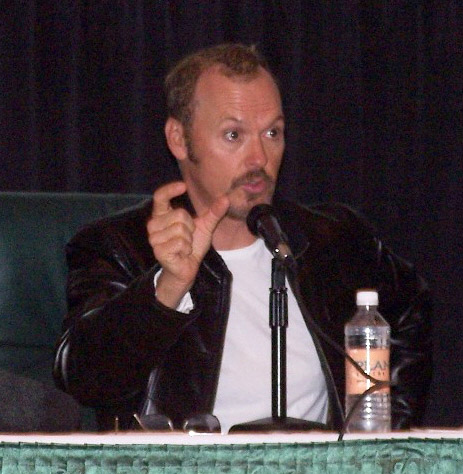
مايكل كيتون يروج لفيلمه White Noise في مؤتمر دالاس الهزلي لعام 2004

### 1975-1982: العمل المبكر
ظهر كيتون لأول مرة على شاشة التلفاز في برامج بيتسبرغ التلفزيونية العامة «وير ذا هارت إز، ومستر روجرز نيبرهود (حي السيد روجرز)» (1975). مَثَلَ دور واحد من «الإخوة زوكيني الطائرين» في مستر روجرز، وعمل كمساعد إنتاج بدوام كامل. (في عام 2004 بعد وفاة فريد روجرز، قدم كيتون حلقة كتحية تذكارية على قناة بي بي إس، فريد روجرز: الجار المفضل لأمريكا). عمل كيتون أيضًا كممثل في مسرح بيتسبرغ، لعب دور ريك في عرض بيتسبرغ الأول لمسرحية ستيكس آند بونز للكاتب ديفيد رابي مع ممثلي بيتسبرغ الضعاف. أدى ستاند أب كوميدي خلال سنواته الأولى من أجل إكمال دخله.
غادر كيتون بيتسبرغ وانتقل إلى لوس أنجلوس للبدء في تجارب الأداء لمختلف أجزاء التلفاز. ظهر في مختلف البرامج التلفزيونية الشعبية بما في ذلك مودي وماري تايلور مور أور. قرر استخدام اسم فني لاستيفاء قواعد نقابة ممثلي الشاشة، إذ كان هناك بالفعل ممثل (مايكل دوغلاس) ومقدم خلال النهار (مايك دوغلاس) بنفس الأسماء أو أسماء مماثلة. ردًا عن أسئلة بشأن ما إذا اختار لقبه الجديد بسبب جاذبية الممثلة ديان كيتون، أو تكريمًا للممثل الأفلام الصامتة باستر كيتون، أجاب بقوله «لا علاقة لاسمي بذلك». قال كيتون في عدة مقابلات إنه فتش في دفتر الهاتف تحت حرف «كيه»، ورأى «كيتون» وقرر التوقف عن البحث. جاء الظهور الأول لكيتون في دور صغير صامت في فيلم رابيت تيست لجوان ريفرز.
كانت فرصته الكبرى التالية بالعمل جنبًا إلى جنب مع جيمس بيلوشي في مسلسل كوميدي قصير بعنوان «وركينغ ستيفس»، الذي أبرز موهبته الكوميدية وأدى إلى دور البطولة في الفيلم الكوميدي نايت شفت للمخرج رون هاوارد. كان دوره الجديد كمتآمر سريع الكلام يدعى بيل «بلازي» بلازيجوسكي، ونال كيتون استحسان النقاد.

## وصلات خارجية
- مايكل كيتون على موقع IMDb (الإنجليزية)
- مايكل كيتون على موقع ميتاكريتيك (الإنجليزية)
- مايكل كيتون على موقع الموسوعة البريطانية (الإنجليزية)
- مايكل كيتون على موقع روتن توميتوز (الإنجليزية)
- مايكل كيتون على موقع مونزينجر (الألمانية)
- مايكل كيتون على موقع قاعدة بيانات الأفلام العربية
- مايكل كيتون على موقع ألو سيني (الفرنسية)
- مايكل كيتون على موقع ميوزك برينز (الإنجليزية)
- مايكل كيتون على موقع تيرنر كلاسيك موفيز (الإنجليزية)
- مايكل كيتون على موقع أول موفي (الإنجليزية)